# Påfågelciklid
Påfågelciklid, tidigare ofta benämnd oscar (vetenskapligt namn Astronotus ocellatus), är en amerikansk sötvattensfisk i familjen ciklider.
 Arten förekommer i floder i östra Sydamerika, från Venezuela i norr till Paraguay i söder, bland annat i Amazonfloden. Inga underarter finns listade.
Påfågelcikliden är en ganska storvuxen fisk som fullt vuxen kan bli 40–45 cm lång. Trots sin storlek är de flesta exemplar relativt fredliga mot andra stora fiskar, men vid lek kan de bli mycket aggressiva och hårdföra. I akvarium hålls påfågelcikliden lämpligen parvis – arten är parbildande, och ett par lever ofta samman hela livet. Om man håller flera individer i samma akvarium rekommenderas det att ha ett jämnt antal fiskar, då det annars blir risk för att en enskild individ fryses ut.
Påfågelcikliden är en populär akvariefisk, känd för sina många färgkombinationer och majestätiska intryck. Zoo-affärer säljer ofta fisken som ungfisk. Fisken är rovgirig, och blir snart för stor för de flesta akvarier. Redan vid omkring 15 cm längd äter den gärna mindre fiskar såsom tetror och barber. Påfågelcikliden hålles följaktligen bäst i ett artakvarium, eller samman med andra stora ciklider såsom guldsömciklid och Jack Dempsey.

## Foder
Påfågelciklid äter det mesta som sätts ner i akvariet, men levandefoder (daggmaskar, samt akvariets mindre invånare), fryst foder (räkmix, Artemia, tubifex, cyclops med mera) hör till det mest uppskattade fodret.

## Akvariet
Påfågelcikliden behöver ett stort akvarium, gärna med en volym om 500 liter eller mer. Gruset får gärna vara finkornigt, men fisken gräver gärna i bottensedimentet, varför det kan vara svårt att hålla den samman med växter. Förutom att gräva upp plantorna är det också vanligt att påfågelcikliden äter av dem, men kraftigare arter som exempelvis svärdsplanta kan fungera. Ett antal stora gömställen i form av rötter uppskattas, och några flata stenar – gärna skifferplattor – kan tjäna som leksubstrat i den händelse fiskarna leker. 

## Humör och karaktär
Enskilda exemplar av påfågelciklid kan uppvisa väldigt olika beteendemönster. Vissa är väldigt lugna och hemtama så att man vid vissa tillfällen, oftast vid matning, till och med kan klappa fisken. Ibland dansar den vilt när den ser att någon kommer fram till karet, och vissa har även en förkärlek till att hoppa upp och ner i vattnet. I sådana fall kan det vara bra att ha ett täckglas på akvariet, vilket dels hindrar fisken från att hoppa ut, dels minskar stänk på framruta och golv. Vissa exemplar är mycket aggressiva och mobbar gärna andra fiskar, även artfränder, och kan till och med ge akvarieägaren ett tjuvnyp vid rengöring och matning.

## Könsskillnader
Hos påfågelcikliden kan man sällan se någon könsdimorfism, och det kan vara mycket svårt att könsbestämma enskilda exemplar. Generellt finns inga storleks- eller mönsterskillnader som är avgörande. Ibland kan man skönja honans genitalpapill, som är bred, cylinderformad, cirka 2–3 mm och vitaktig, och är belägen någon centimeter ovanför analfenan. Emellertid är den oftast bara synlig dagarna kring lek, då honan redan bildat par med en hane Det rekommenderas ofta att man köper fyra till sex stycken unga påfågelciklider, som med tiden själva bildar par i akvariet. Genom att på det viset redan från början skaffa ett större antal fiskar ökar man chansen för att man verkligen har åtminstone ett exemplar av vardera könet, och dessutom finns det en teori om att fiskarna i ett par fungerar bättre tillsammans om individerna har haft ett större urval av partners att välja bland. Denna teori är dock dåligt underbyggd av vetenskapen.

## Odling och Uppfödning
Påfågelcikliden är oftast svårodlad, men det händer att ett lekpar helt plötsligt bestämmer sig för att skaffa avkomma. 
Ciklidparet börjar ofta med att böka och gräva i gruset för att hitta en bra, flat yta att lägga rommen på. Ibland beslutar de sig för att putsa på flata stenar för att göra ytan redo för äggen. Äggen läggs ofta på kvällen eller under den tidiga natten. Äggen är från början kritvita, och en kull brukar omfatta 1000–2000 romkorn. Om äggen blivit befruktade antar de efter cirka ett dygn en halvgenomskinlig, rödviolett nyans.
Föräldraparet vaktar ägg (och senare ynglen) från rovdjur, använder sina fenor för att fläkta friskt, syrerikt vatten över rommen, och tar bort vita, obefruktade ägg. Sådana ägg möglar annars, och mögelangreppet kan sprida sig till de livsdugliga, befruktade äggen. Under tiden som föräldrarna vaktar ägg och yngel är de ofta mycket aggressiva mot andra djur, och tvekar inte att ge sig på akvariets andra invånare om de kommer för nära. Även djur betydligt större än påfågelcikliderna själva – inklusive akvaristen – attackeras, allt för ynglens bästa. Ynglen kläcks 3–4 dygn efter leken. Den första tiden efter kläckningen lever ynglen på sin gulesäck, och simmar inte ännu. Omkring en vecka efter kläckningen – snabbare ju varmare vattnet är – blir ynglen frisimmande. I samband med det är dessutom gulesäcken förbrukad och ynglen behöver matas, och tar till exempel gärna nykläckta artemianauplier.